# Refuge Monzino
Le refuge Monzino est un refuge du versant italien du massif du Mont-Blanc, sur la commune de Courmayeur.

## Histoire
Le refuge Monzino a été construit en 1965 en remplacement du vieux refuge Gamba, construit en 1912. Il a été financé par Guido Monzino qui l'a offert à la  Société des guides de Courmayeur.

## Géographie
Le refuge Monzino est situé à 2 561 mètres d'altitude, sur un éperon rocheux qui sépare les glaciers du Brouillard et du Frêney. Il s'atteint en 2 h 30, par un sentier équipé de câbles et d'échelles, depuis le chalet du Miage dans le val Vény.
Il donne accès à la face Ouest de l'aiguille Noire de Peuterey, à l'aiguille Croux, ainsi que, par le bivouac Eccles aux grandes voies du versant italien du mont Blanc : arête du Brouillard au mont Blanc, arête de l'Innomée et les versants Brouillard et Peuterey.